# Бродецьке (Росія)
Броде́цьке (рос. Бродецкое) — село у складі Оренбурзького району Оренбурзької області, Росія.

## Населення
Населення — 1111 осіб (2010; 987 у 2002).
Національний склад (станом на 2002 рік):
- росіяни — 61 %